# Liste de jeux Amiga CD32

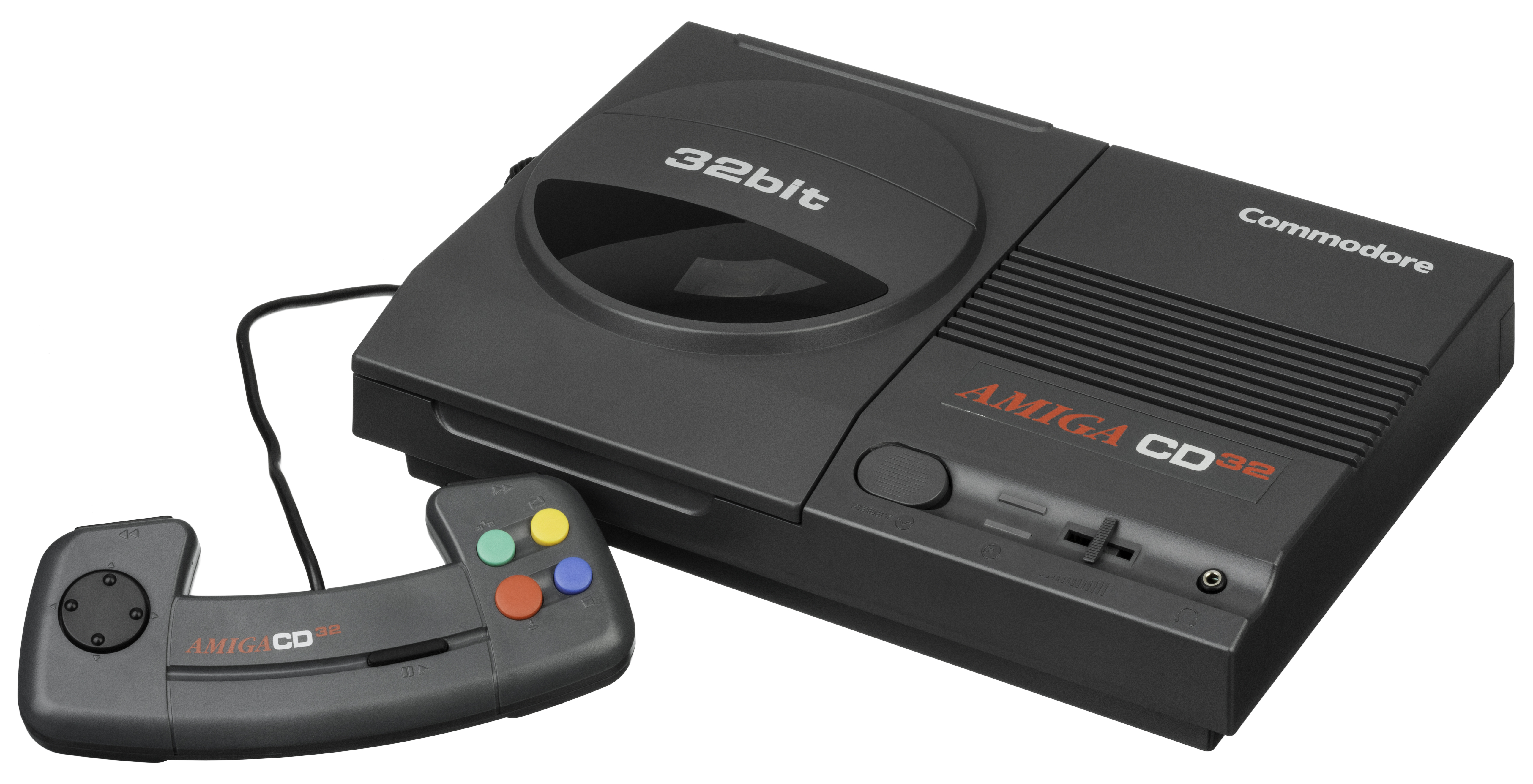
Console de jeux AmigaCD32

La liste de jeux Amiga CD32 répertorie les jeux vidéo disponibles sur la console de jeu Amiga CD32.
- Haut – A
- B
- C
- D
- E
- F
- G
- H
- I
- J
- K
- L
- M
- N
- O
- P
- Q
- R
- S
- T
- U
- V
- W
- X
- Y
- Z

## A
- Akira
- Alfred Chicken
- Alien Breed Special Edition 92[1]
- Alien Breed II: The Horror Continues
- Alien Breed: Tower Assault
- Alien Breed 3D
- Amiga CD32 Sports Football
- Arabian Nights
- Arcade Pool
- ATR: All Terrain Racing

## B
- Banshee
- Base Jumpers
- Battle Chess
- Battletoads
- Beavers
- Beneath a Steel Sky
- Benefactor
- Black Viper
- Brian the Lion
- Brutal Football: Brutal Sports Series
- Brutal: Paws of Fury
- Bubba 'n' Stix
- Bubble and Squeak
- Bump 'n' Burn

## C
- Camel Racer
- Candy Puzzle
- Cannon Fodder
- Castles II: Siege and Conquest
- Cedric and the Lost Sceptre
- Chambers of Shaolin
- Chaos Engine
- Chuck Rock
- Chuck Rock II: Son of Chuck
- Clockwiser
- Clue!, The

## D
- D/Generation
- Dangerous Streets
- Dark Seed
- Death Mask
- Deep Core
- Defender of the Crown II
- Dennis
- Diggers
- Disposable Hero
- Donk!: The Samurai Duck!
- Dragonstone

## E
- Emerald Mines
- Erben der Erde: Die Grosse Suche
- Exile

## F
- F17 Challenge[2]
- Fears
- Fields of Glory
- Fightin' Spirit
- Final Gate, The
- Fire and Ice: The Daring Adventures of Cool Coyote
- Fireforce
- Flink (The Misadventures of)
- Fly Harder
- Frontier: Elite II
- Fury of the Furries

## G
- Gamers' Delight
- Gangster Pursuit
- Global Effect
- Gloom
- Guardian
- Gulp!
- Gunship 2000

## H
- Heimdall 2: Into the Hall of Worlds
- HeroQuest II: Legacy of Sorasil
- Humans, The[3]
- Humans 2, The: Jurassic Levels[3]
- Humans III: Evolution Lost In Time...

## I
- Impossible Mission 2025: The Special Edition
- Inherit the Earth
- Insight Dinosaurs
- Insight Technology
- International Karate +
- International Open Golf Championship

## J
- James Pond 2: Codename RoboCod
- James Pond 3: Operation Starfish
- Jetstrike
- John Barnes European Football
- Jungle Strike

## K
- Kang Fu
- Kid Chaos
- Kingpin: Arcade Sports Bowling

## L
- Labyrinth of Time, The
- Lamborghini American Challenge
- Laser Quiz
- Last Ninja 3
- Legends
- Lemmings
- Liberation: Captive II
- Litil Divil
- Lost In Mine
- Lost Vikings, The
- Lotus Esprit Turbo Challenge [4]
- Lotus Turbo Challenge 2 [4]
- Lotus III: The Ultimate Challenge [4]
- Lunar-C

## M
- Mag!!!
- Manchester United: Premier League Champions
- Marvin's Marvellous Adventure
- Mean Arenas
- Microcosm
- Morph
- Myth: History in the Making

## N
- Naughty Ones
- Nick Faldo's Championship Golf
- Nigel Mansell's World Championship
- Nightlong: Union City Conspiracy
- Ninja Three

## O
- Oscar
- Overkill

## P
- PGA European Tour
- Pierre Le Chef is... Out to Lunch
- Pinball Fantasies
- Pinball Illusions
- Pinball Prelude
- Pinocchio
- Pirates! Gold
- Power Drive
- Premiere
- Prey: An Alien Encounter
- Project-X Special Edition[5]

## Q
- Quik the Thunder Rabbit
- Qwak[6]

## R
- Rise of the Robots
- Roadkill
- Ryder Cup: Johnnie Walker

## S
- Sabre Team
- Seek and Destroy
- Sensible Soccer: European Champions 92/93
- Sensible Soccer: International Edition
- Seven Gates of Jambala, The
- Shadow Fighter
- Sharks
- Simon the Sorcerer
- Sixth Sense Investigations
- Skeleton Krew
- Skidmarks 2
- Sleepwalker
- Soccer Kid
- Soccer Superstars
- Speedball 2: Brutal Deluxe
- Speris Legacy, The
- Star Crusader
- Striker
- Strip Pot
- Subwar 2050
- Summer Olympix
- Super League Manager
- Super Methane Bros
- Super Putty
- Super Skidmarks
- Super Stardust
- Super Street Fighter II Turbo
- Super Street Fighter II: The New Challengers
- Superfrog
- Surf Ninjas
- Syndicate

## T
- Theme Park
- Thomas The Tank Engine's Pinball
- Top Gear 2
- Total Carnage
- Tower of Souls
- Trivial Pursuit: The CD32 Edition
- Trolls

## U
- UFO: Enemy Unknown
- Ultimate Body Blows
- Ultimate Gloom
- Universe

## V
- Vital Light

## W
- Wembley International Soccer
- Wendetta 2175
- Whale's Voyage
- Whale's Voyage 2
- Wild Cup Soccer
- Wing Commander
- Worms

## Z
- Zool 2
- Zool: Ninja of the "Nth" Dimension

- Haut – A
- B
- C
- D
- E
- F
- G
- H
- I
- J
- K
- L
- M
- N
- O
- P
- Q
- R
- S
- T
- U
- V
- W
- X
- Y
- Z